# Ojrana

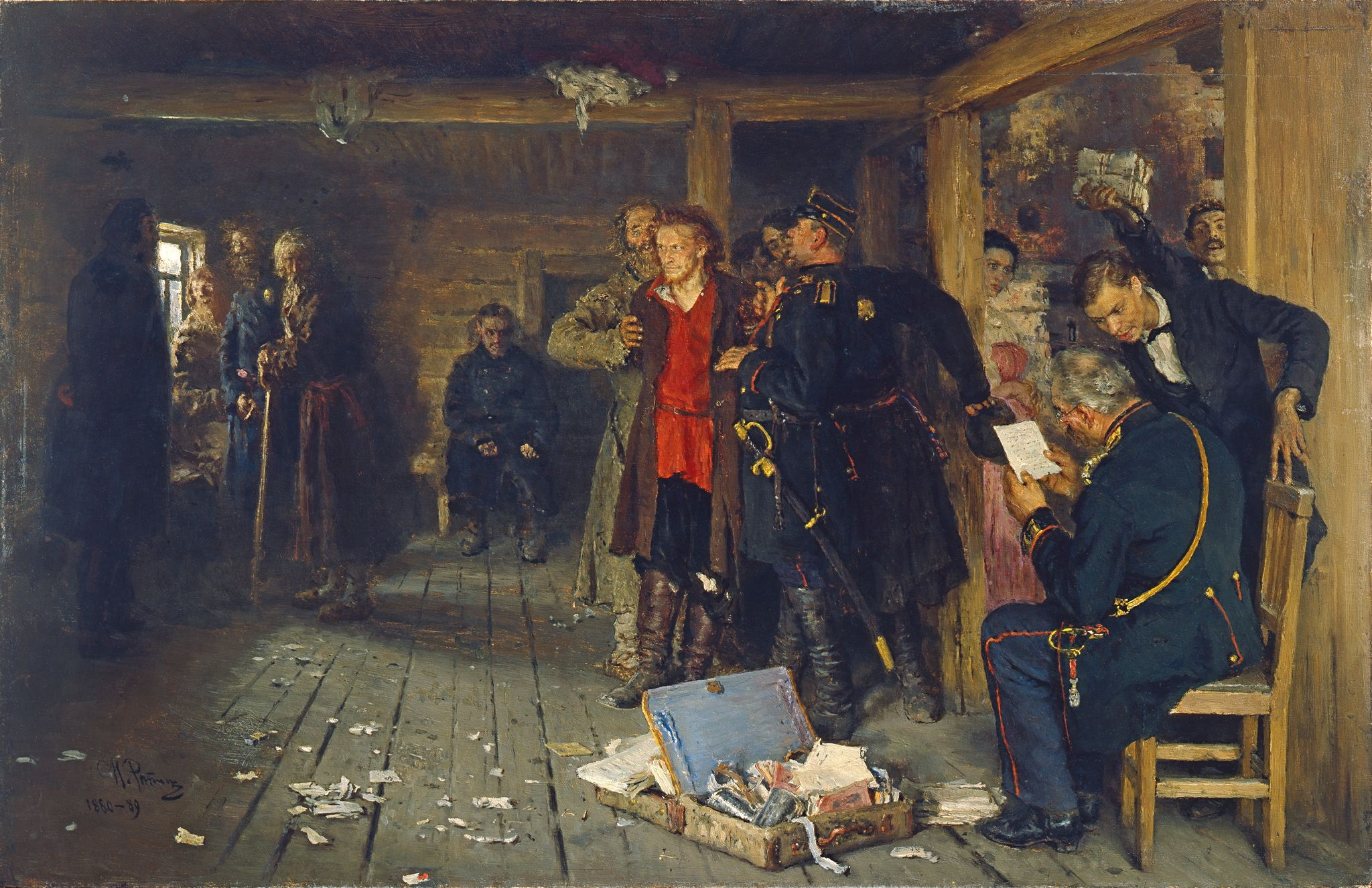
Arresto de un propagandista, cuadro de Iliá Repin (1880-1892).

El Departamento de Protección del Orden y la Seguridad Pública (en ruso: Отделение по охранению общественной безопасности и порядка), también llamado Ojrana u Ojranka (peyorativo) (en ruso: Охранное отделение, romanizado: Ojránnoyie otdeléniye, lit. 'Departamento de Seguridad') fue el cuerpo de policía secreta del régimen zarista en el Imperio ruso fundado en 1866, tras el primer intento de asesinato de Alejandro II.

## Organización y métodos
La Ojrana formaba parte del Ministerio de Interior (MVD), ayudada por el Cuerpo Especial de Gendarmes. Su objetivo principal era garantizar la seguridad de la familia imperial; dadas las condiciones del país entonces, esto implicaba que buena parte de sus acciones se centrasen en la represión de actividades revolucionarias, especialmente por parte de los grupos anarquistas y socialistas que planeaban acabar con la dinastía Románov.
Puesto que buena parte de las organizaciones revolucionarias contaban con sedes fuera de Rusia, la Ojrana disponía de numerosos agentes a lo largo de Europa, especialmente en París, donde Pyotr Rachkovsky estuvo destacado (1884-1902). Muchos de estos operaban infiltrándose como topos o agentes provocadores en los grupos revolucionarios dentro o fuera de Rusia, manteniendo así informada a la oficina central en San Petersburgo de los planes de actividad e incitando a los combatientes a realizar acciones infructuosas, desesperadas o impopulares, conocidas de antemano por las autoridades zaristas. Logrado este objetivo de infiltración, la Ojrana podía conocer la identidad de los disidentes, y con ello arrestarles en masa. 
Un elemento clave de la Ojrana era el alto secretismo de su actuación, con agentes que casi nunca se identificaban como tales en público, por lo cual las organizaciones revolucionarias difícilmente conocían su tamaño o grado de infiltración. Contaba con varios centenares de agentes repartidos por todo el Imperio ruso, con jefaturas en las ciudades importantes como Kiev, Varsovia, o Riga, aunque su presupuesto para pagar los servicios de espías, dobles agentes, y delatores de todo tipo parecía mucho menor a lo sospechado por sus enemigos. 
Entre los "agentes provocadores" más destacados se encuentran el doctor Yákov Zhitómirski, que llegó a ser colaborador íntimo de Lenin, el líder socialrevolucionario Yevno Azef, Dmitri Bogrov, o el Padre Gapón quien lideró la movilización pacífica de obreros masacrada por la Guardia Imperial en el Domingo Sangriento de 1905, y desde 1956 se especula de Stalin, acusado por el espía Orlov y por la Carta de Eremin. Asimismo, desde 1900 la Ojrana trató de mantener "controlado" el movimiento obrero en Rusia mediante la creación de sindicatos controlados por la policía, una práctica conocida como zubátovschina.
El procedimiento normal de la Ojrana incluía el espionaje físico de sospechosos, la intervención de correspondencia, y la infiltración de grupos disidentes, tras lo cual entregaba los prisioneros al poder judicial para su proceso de acuerdo a la ley, con su posterior ejecución o envío a campos de trabajo en Siberia conocidos como kátorgas. Sin embargo, bajo circunstancias especiales, los agentes disponían de licencia para llevar a cabo ejecuciones sumarias y torturas.
La Ojrana también contrató a un gran número de mujeres para que ejerciesen como agentes dentro y fuera de Rusia. La eficacia de estos agentes residía en su habilidad para acercarse a los líderes de grupos terroristas y para llevar distintas vidas paralelas con gran discreción y destreza. Anna Gregoriyeva Serebryakova fue una de las agentes más exitosas y su carrera incluía monitorizar diversos grupos revolucionarios así como mantener un canal de comunicación estable entre distintos líderes anarquistas.
Una de las fuentes más completas a la vez que cercanas en el tiempo sería "Lo que todo revolucionario debe saber sobre la represión", escrito por el trotskista Víctor Serge en 1925. Este documento histórico e historiográfico fue redactado en los primeros años de la Unión Soviética, cuando la organización del Estado estaba dirigida por aquellos que más habían sido objetivos políticos de la Ojrana.
Además existe un interesante libro publicado en España por Espasa Calpe en 1941 sobre este cuerpo de policía. Se titula "Ochrana" y es la traducción de las memorias de Alekséi T. Vasíliev (escrito en la portada, a la manera alemana, como "Wassiliew"), último director en activo de la seguridad zarista. En él, Vasíliev se justifica intentando presentar las acciones policiales de la Ojrana desde el punto de vista más favorable a su imagen, consciente de que la que tenía el pueblo ruso sobre sus actividades era muy desfavorable.